# 叶夫根尼·赫鲁诺夫

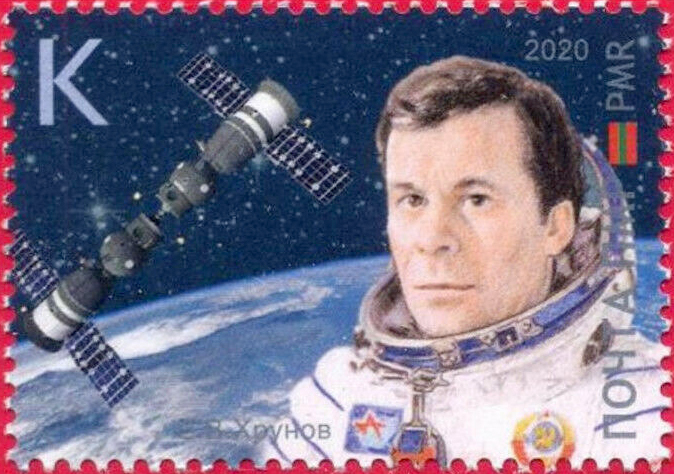
印有叶夫根尼·赫鲁诺夫的邮票

叶夫根尼·瓦西里耶维奇·赫鲁诺夫（俄语：Евгений Васильевич Хрунов；1933年9月10日—2000年5月19日）是苏联早期宇航员。在1969年完成了联盟5号和联盟4号的交会对接任务。

## 生平
1933年9月10日出生于图拉州沃洛沃區的农村。1952年参军，1956年毕业于克拉斯诺达尔军事航空学校。1960年入选宇航员队伍。1968年毕业于茹科夫斯基空军工程学院。
1969年1月15日，联盟5号飞船升空。赫鲁诺夫在此次任务担任研究工程师。其中指令长为鲍里斯·沃雷诺夫，飞行工程师为阿列克谢·叶利谢耶夫。联盟5号于16日与联盟4号对接，期间叶利谢耶夫和赫鲁诺夫通过37分钟的太空行走，从舱外成功转移至联盟4号。在对接4小时35分钟后，组合飞行器分离，联盟5号于1月18日成功返回地球。
1972年毕业于列宁军事政治学院。1972年至1974年，担任礼炮3号宇航员训练队主管。1979年9月，他被选为联盟38号的后备队员，与国际宇航员计划的古巴人何塞·洛佩斯·法尔孔参与了训练。
2000年5月19日因心肌梗塞去世。

## 统计
| # | 发射载具 | 发射时间（UTC） | 任务代号 | 着陆载具 | 着陆时间（UTC） | 时长总计        | 舱外活动次数 | 舱外活动时长 |
| - | -------- | --------------- | -------- | -------- | --------------- | --------------- | ------------ | ------------ |
| 1 | 联盟5号  | 1969年1月15日   | 对接     | 联盟4号  | 1969年1月17日   | 1天23小时45分钟 | 1            | 37分钟       |
|   |          |                 |          |          |                 | 1天23小时45分钟 | 1            | 37分钟       |

太空行走统计
| # | 日期（UTC）   | 同伴                | 持续时长 |
| - | ------------- | ------------------- | -------- |
| 1 | 1969年1月16日 | 阿列克谢·叶利谢耶夫 | 37分钟   |

## 军衔
- 空军中尉（1956年6月26日晋升）
- 空军上尉（1958年8月6日）
- 空军大尉（1960年8月30日）
- 空军少校（1963年3月22日）
- 空军中校（1965年9月30日）
- 空军上校（1969年10月15日）

## 荣誉
- 蘇聯英雄荣誉称号（1969年1月22日）
- 苏联宇航员荣誉称号（1969年1月22日）
- 列寧勳章（1969年1月22日）
- 红星勋章（1961年6月12日）
- 紀念列寧誕辰一百週年獎章
- 拜科努尔荣誉市民（1977年）[6]